# ニック・ゴードン
ニコラス・チャド・ゴードン（Nicholas Chad Gordon, 1995年10月24日 - ）は、 アメリカ合衆国フロリダ州ハイランズ郡エイボンパーク出身のプロ野球選手（外野手、内野手）。右投左打。MLBのカンザスシティ・ロイヤルズ傘下所属。
父は「フラッシュ」の愛称で知られた元メジャーリーガー（投手）のトム・ゴードンで、兄は同じくメジャーリーガー（内野手）のディー・ストレンジ＝ゴードンである。

## 経歴

### プロ入りとツインズ時代

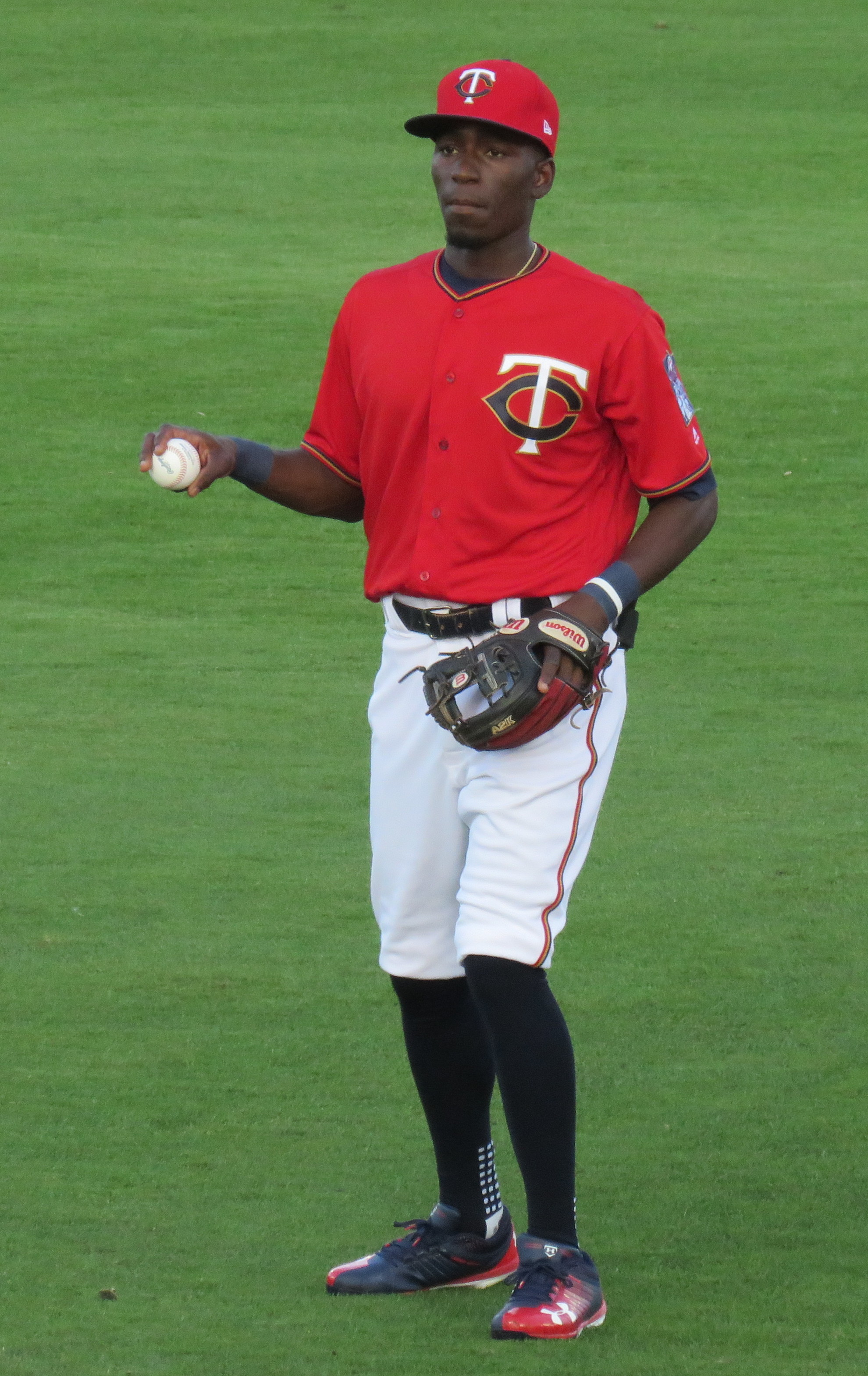
ミネソタ・ツインズ時代
(2018年2月22日)

2014年のMLBドラフト1巡目（全体5位）でミネソタ・ツインズから指名され、プロ入り。契約後、傘下のアパラチアンリーグのルーキー級エリザベストン・ツインズでプロデビュー。57試合に出場して打率.294、1本塁打、28打点、11盗塁を記録した。
2015年はA級シーダーラピッズ・カーネルズでプレーし、125試合に出場して打率.277、1本塁打、58打点、25盗塁を記録した。
2016年はA+級フォートマイヤーズ・ミラクルでプレーし、116試合に出場して打率.291、3本塁打、52打点、19盗塁を記録した。オフにはアリゾナ・フォールリーグに参加し、サプライズ・サグアロスに所属した。
2017年にMLB.comが発表したプロスペクトランキングでは8位、ツインズの組織内では1位にランクインした。シーズンではAA級チャタヌーガ・ルックアウツでプレーし、122試合に出場して打率.270、9本塁打、66打点、13盗塁を記録した。6月28日には同年のオールスター・フューチャーズゲームのアメリカ合衆国選抜に選出された。
2018年2月6日にメジャーのスプリングトレーニングに招待選手として参加することが球団から発表された。シーズンではAA級チャタヌーガとAAA級ロチェスター・レッドウイングスでプレーし、2球団合計で141試合に出場して打率.248、7本塁打、49打点、20盗塁を記録した。オフの11月20日にルール・ファイブ・ドラフトでの流出を防ぐために40人枠入りした。
2019年はAAA級ロチェスターでプレーし、70試合に出場して打率.298、4本塁打、40打点、14盗塁を記録した。
2020年はCOVID-19の影響でシーズン中止となったため、公式戦での出場は無かった。
2021年4月24日にターゲットでシェパーズパイを買っている時にAAA級セントポール・セインツの監督であるトビー・カーデンハイアーから電話がかかり、MLBに昇格することを報告された。4月23日にメジャー初昇格を果たしたが、出場機会が無いまま26日に降格した。5月3日にAAA級セントポールへ配属され、開幕ロースター入りしたが、出場機会が無いまま、5月4日に再びMLBに昇格した。メジャーデビューとなった6日のテキサス・レンジャーズ戦にて「7番・二塁手」で先発出場してメジャー初安打と初盗塁を記録した。
2022年は138試合の出場で、打率.272、9本塁打、50打点、OPS.743とまずまずの成績を残した。また、この年は投手としても4試合に登板したが、9失点、防御率22.09、WHIP3.82と打ち込まれた。
2023年はシーズン途中に右の脛を痛めた影響もあり、わずか34試合の出場に留まり、打率.176、2本塁打、7打点、OPS.504と前年から大幅に成績を落とした。

### マーリンズ時代
2024年2月11日にスティーブン・オカートとのトレードでマイアミ・マーリンズに移籍した。また、前日にはツインズとの年俸調停に敗れたばかりだった。同年は95試合に出場して、打率.227、8本塁打、32打点、OPS.627とある程度の復活を果たしたものの、怪我の影響で8月5日にDFAとなり、8日にウェイバー公示を経てマイナーに降格した。レギュラーシーズン終了後の10月10日にFAとなった。
この年のオフにはプエルトリコのウィンターリーグであるリーガ・デ・ベイスボル・プロフェシオナル・ロベルト・クレメンテ（LBPRC）に参加し、サンファン・セネターズに所属した。

### オリオールズ傘下時代
2024年12月31日にボルチモア・オリオールズとマイナー契約を結んだ。契約後は、同日中にAAA級ノーフォーク・タイズに配属された。

### ロイヤルズ傘下時代
2025年4月5日に金銭トレードでカンザスシティ・ロイヤルズへ移籍した。移籍後はAAA級オマハ・ストームチェイサーズに配属されている。

## プレースタイル
兄のディーと同様に身体は小さいが、運動能力抜群で、特に強肩と打撃のバットコントロールが光る。守備はポカが多く、評価が割れている。

## 詳細情報

### 年度別打撃成績
| 年 度    | 球 団    | 試 合 | 打 席 | 打 数 | 得 点 | 安 打 | 二 塁 打 | 三 塁 打 | 本 塁 打 | 塁 打 | 打 点 | 盗 塁 | 盗 塁 死 | 犠 打 | 犠 飛 | 四 球 | 敬 遠 | 死 球 | 三 振 | 併 殺 打 | 打 率 | 出 塁 率 | 長 打 率 | O P S |
| -------- | -------- | ----- | ----- | ----- | ----- | ----- | -------- | -------- | -------- | ----- | ----- | ----- | -------- | ----- | ----- | ----- | ----- | ----- | ----- | -------- | ----- | -------- | -------- | ----- |
| 2021     | MIN      | 73    | 216   | 200   | 19    | 48    | 9        | 1        | 4        | 71    | 23    | 10    | 1        | 0     | 1     | 12    | 0     | 3     | 55    | 7        | .240  | .292     | .355     | .647  |
| 2022     | MIN      | 138   | 443   | 405   | 45    | 118   | 28       | 4        | 9        | 173   | 50    | 6     | 4        | 3     | 6     | 19    | 1     | 10    | 105   | 8        | .272  | .316     | .427     | .743  |
| 2023     | MIN      | 34    | 93    | 91    | 13    | 16    | 5        | 1        | 2        | 29    | 7     | 0     | 0        | 1     | 0     | 1     | 0     | 0     | 11    | 1        | .176  | .185     | .319     | .504  |
| 2024     | MIA      | 95    | 275   | 260   | 29    | 59    | 11       | 1        | 8        | 96    | 32    | 5     | 5        | 0     | 3     | 11    | 0     | 1     | 67    | 5        | .227  | .258     | .369     | .627  |
| MLB：4年 | MLB：4年 | 340   | 1027  | 956   | 106   | 233   | 53       | 7        | 23       | 369   | 112   | 21    | 10       | 4     | 10    | 43    | 1     | 14    | 238   | 21       | .244  | .283     | .386     | .669  |

- 2024年度シーズン終了時

### 年度別投手成績
| 年 度    | 球 団    | 登 板 | 先 発 | 完 投 | 完 封 | 無 四 球 | 勝 利 | 敗 戦 | セ 丨 ブ | ホ 丨 ル ド | 勝 率 | 打 者 | 投 球 回 | 被 安 打 | 被 本 塁 打 | 与 四 球 | 敬 遠 | 与 死 球 | 奪 三 振 | 暴 投 | ボ 丨 ク | 失 点 | 自 責 点 | 防 御 率 | W H I P |
| -------- | -------- | ----- | ----- | ----- | ----- | -------- | ----- | ----- | -------- | ----------- | ----- | ----- | -------- | -------- | ----------- | -------- | ----- | -------- | -------- | ----- | -------- | ----- | -------- | -------- | ------- |
| 2022     | MIN      | 4     | 0     | 0     | 0     | 0        | 0     | 0     | 0        | 0           | ----  | 25    | 3.2      | 10       | 2           | 4        | 0     | 0        | 0        | 0     | 0        | 9     | 9        | 22.09    | 3.82    |
| MLB：1年 | MLB：1年 | 4     | 0     | 0     | 0     | 0        | 0     | 0     | 0        | 0           | ----  | 25    | 3.2      | 10       | 2           | 4        | 0     | 0        | 0        | 0     | 0        | 9     | 9        | 22.09    | 3.82    |

- 2023年度シーズン終了時

### 年度別守備成績
投手守備
| 年 度 | 球 団 | 投手（P） | 投手（P） | 投手（P） | 投手（P） | 投手（P） | 投手（P） |
| 年 度 | 球 団 | 試 合     | 刺 殺     | 補 殺     | 失 策     | 併 殺     | 守 備 率  |
| ----- | ----- | --------- | --------- | --------- | --------- | --------- | --------- |
| 2022  | MIN   | 4         | 0         | 0         | 0         | 0         | ----      |
| MLB   | MLB   | 4         | 0         | 0         | 0         | 0         | ----      |

内野守備
| 年 度 | 球 団 | 二塁（2B） | 二塁（2B） | 二塁（2B） | 二塁（2B） | 二塁（2B） | 二塁（2B） | 三塁（3B） | 三塁（3B） | 三塁（3B） | 三塁（3B） | 三塁（3B） | 三塁（3B） | 遊撃（SS） | 遊撃（SS） | 遊撃（SS） | 遊撃（SS） | 遊撃（SS） | 遊撃（SS） |
| 年 度 | 球 団 | 試 合      | 刺 殺      | 補 殺      | 失 策      | 併 殺      | 守 備 率   | 試 合      | 刺 殺      | 補 殺      | 失 策      | 併 殺      | 守 備 率   | 試 合      | 刺 殺      | 補 殺      | 失 策      | 併 殺      | 守 備 率   |
| ----- | ----- | ---------- | ---------- | ---------- | ---------- | ---------- | ---------- | ---------- | ---------- | ---------- | ---------- | ---------- | ---------- | ---------- | ---------- | ---------- | ---------- | ---------- | ---------- |
| 2021  | MIN   | 17         | 20         | 23         | 1          | 8          | .977       | 2          | 0          | 2          | 1          | 0          | .667       | 14         | 14         | 23         | 0          | 4          | 1.000      |
| 2022  | MIN   | 36         | 46         | 67         | 4          | 16         | .966       | 1          | 0          | 2          | 0          | 0          | 1.000      | 17         | 9          | 19         | 2          | 7          | .933       |
| 2023  | MIN   | 11         | 9          | 21         | 0          | 8          | 1.000      | -          | -          | -          | -          | -          | -          | 2          | 0          | 0          | 0          | 0          | ----       |
| MLB   | MLB   | 64         | 75         | 111        | 5          | 32         | .974       | 3          | 0          | 4          | 1          | 0          | .800       | 33         | 23         | 42         | 2          | 11         | .970       |

外野守備
| 年 度 | 球 団 | 左翼（LF） | 左翼（LF） | 左翼（LF） | 左翼（LF） | 左翼（LF） | 左翼（LF） | 中堅（CF） | 中堅（CF） | 中堅（CF） | 中堅（CF） | 中堅（CF） | 中堅（CF） | 右翼（RF） | 右翼（RF） | 右翼（RF） | 右翼（RF） | 右翼（RF） | 右翼（RF） |
| 年 度 | 球 団 | 試 合      | 刺 殺      | 補 殺      | 失 策      | 併 殺      | 守 備 率   | 試 合      | 刺 殺      | 補 殺      | 失 策      | 併 殺      | 守 備 率   | 試 合      | 刺 殺      | 補 殺      | 失 策      | 併 殺      | 守 備 率   |
| ----- | ----- | ---------- | ---------- | ---------- | ---------- | ---------- | ---------- | ---------- | ---------- | ---------- | ---------- | ---------- | ---------- | ---------- | ---------- | ---------- | ---------- | ---------- | ---------- |
| 2021  | MIN   | 11         | 7          | 0          | 0          | 0          | 1.000      | 34         | 64         | 1          | 0          | 0          | 1.000      | 1          | 1          | 0          | 0          | 0          | 1.000      |
| 2022  | MIN   | 62         | 94         | 2          | 1          | 0          | .990       | 38         | 67         | 1          | 2          | 1          | .971       | -          | -          | -          | -          | -          | -          |
| 2023  | MIN   | 12         | 10         | 0          | 0          | 0          | 1.000      | 20         | 36         | 0          | 1          | 0          | .973       | -          | -          | -          | -          | -          | -          |
| MLB   | MLB   | 85         | 111        | 2          | 1          | 0          | .991       | 92         | 167        | 2          | 3          | 1          | .983       | 1          | 1          | 0          | 0          | 0          | 1.000      |

- 2023年度シーズン終了時

### 記録
MiLB
- オールスター・フューチャーズゲーム選出：1回（2017年）

### 背番号
- 1（2021年 - 2024年）